# Вилла Тьене
Вилла Тьене (итал. Villa Thiene) — вилла (загородный дом), расположенная в городе Куинто-Вичентино в провинции Виченца области Венето на севере Италии. Здание построено между 1542 и 1543 годами и является результатом работы нескольких архитекторов, одним из которых был Андреа Палладио. В 1996 году вилла была включена в список Всемирного наследия ЮНЕСКО «Города Виченца и Палладиевых вилл Венето» (Città di Vicenza e Ville Palladiane del Veneto).

## История
Проект виллы заказали два брата: Маркантонио и Адриано Тьене. Палладио работал над виллой Тьене в 1540-х годах, что сделало её одной из его ранних работ. Возможно, он использовал один из проектов Джулио Романо. Доля Романо в проекте не ясна; он умер в Мантуе в 1546 году, когда вилла ещё строилась. Один из братьев, Адриано Тьене, был вынужден бежать из Виченцы в 1547 году, и строительные работы, похоже, в то время были приостановлены.

## Архитектура

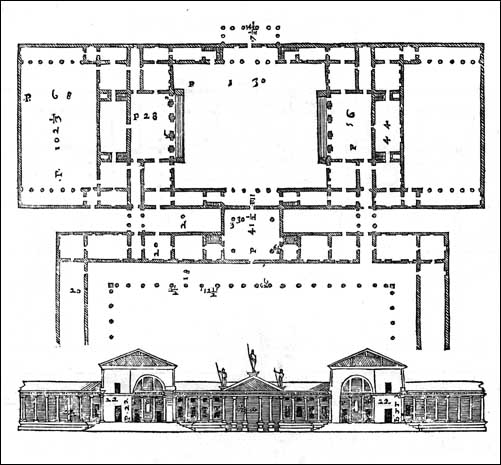
Вилла Тьене. Гравюра из трактата А. Палладио «Четыре книги об архитектуре». 1570

Первый проект виллы опубликован Палладио в его трактате «Четыре книги об архитектуре» (I Quattro Libri dell’Architettura, 1570). Как и в случае с рядом других вилл, описанных в трактате, существуют различия между тем, что было опубликовано, и тем, что фактически построено. В плане Палладио указано, что нынешнее здание предназначалось не для самого особняка, а для одного из сельскохозяйственных флигелей. Тем не менее в здании имеются фрески Джованни де Мио XVI века; это позволяет предположить, что на раннем этапе проектирования было решено, что здание не будет только утилитарным.
На плане показаны два двора, которые так и не были достроены. Передний и задний фасады со временем были изменены: передний фасад, вероятно, ближе всего к намерениям Палладио. В остальных фасадах неясно, что именно относится к проекту Палладио, но на левой стороне видны палладианские детали. Первый проект виллы предусматривал решение, совершенно отличное от решения других палладианских вилл: в здании доминировала большая лоджия с цилиндрическим сводом, более высокая, чем остальная часть здания. Однако архитектор Франческо Муттони, достраивавший здание в XVIII веке, её уничтожил. Здание построено из кирпича, кладка которого ранее была закрыта штукатуркой. Фасонные части выполнены из терракоты. В украшении интерьера виллы принимал участие скульптор Алессандро Витториа. Садовый фасад виллы Тьене также приписывают Франческо Муттони.

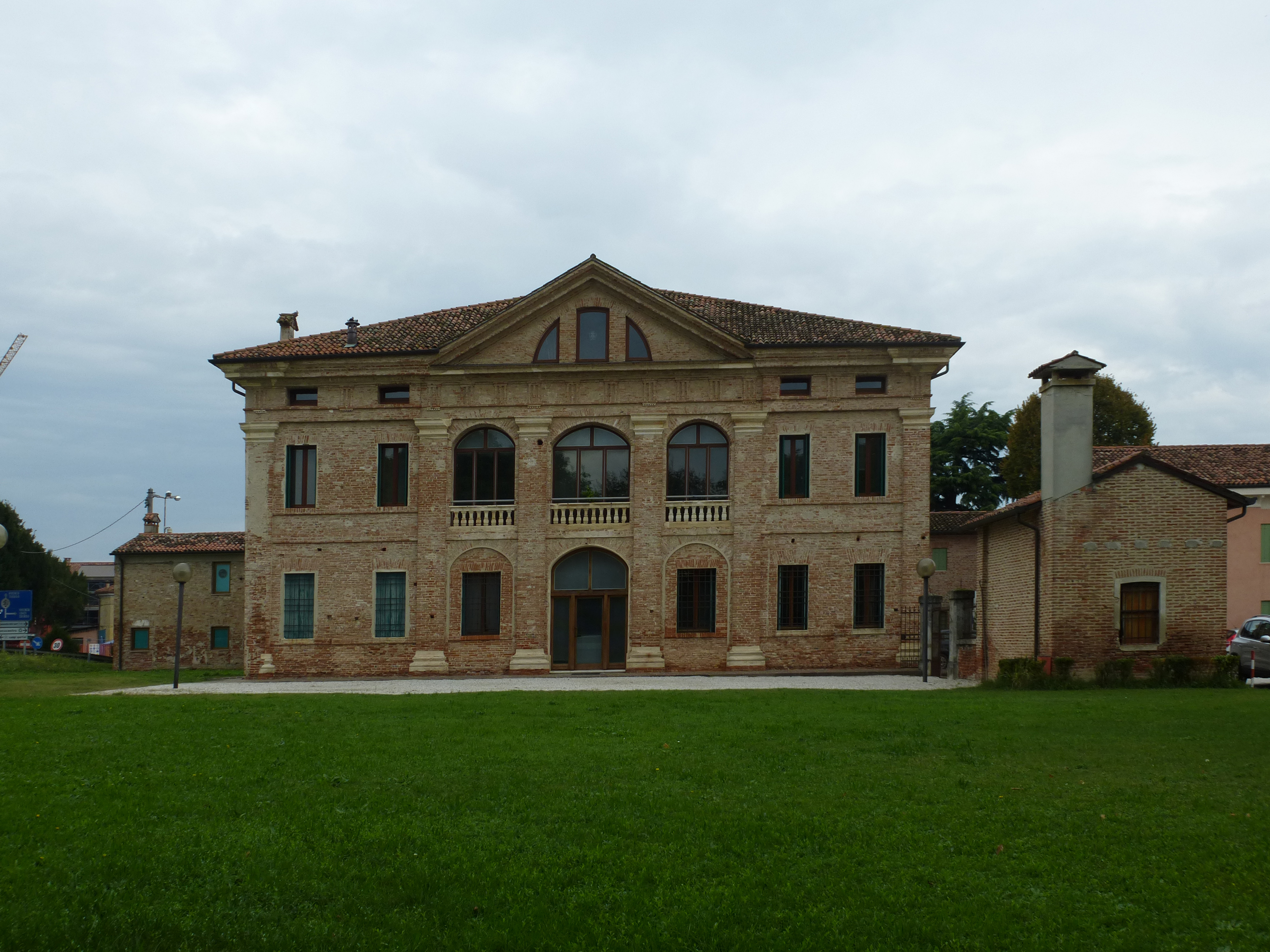
Панорамный вид
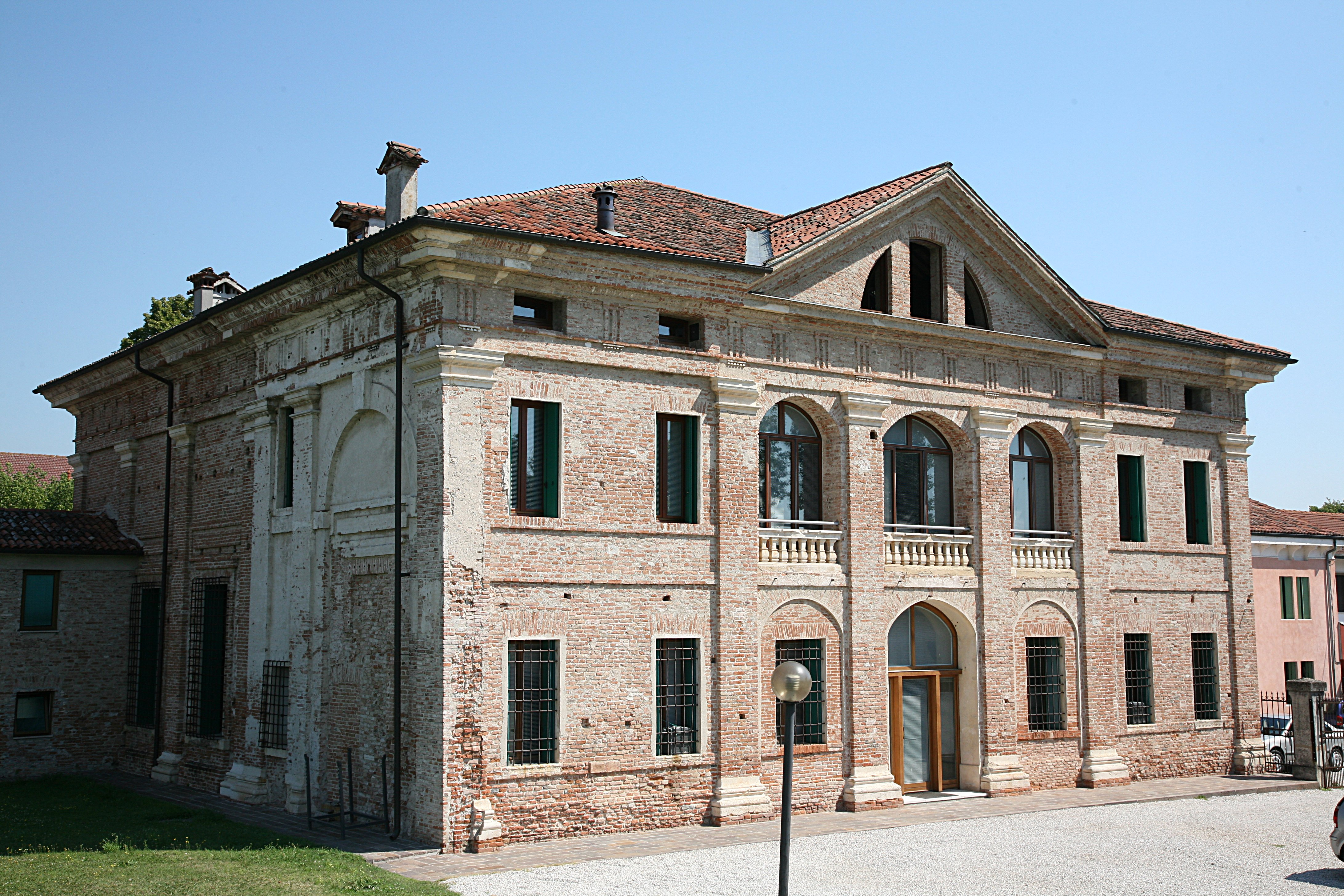
Главный фасад
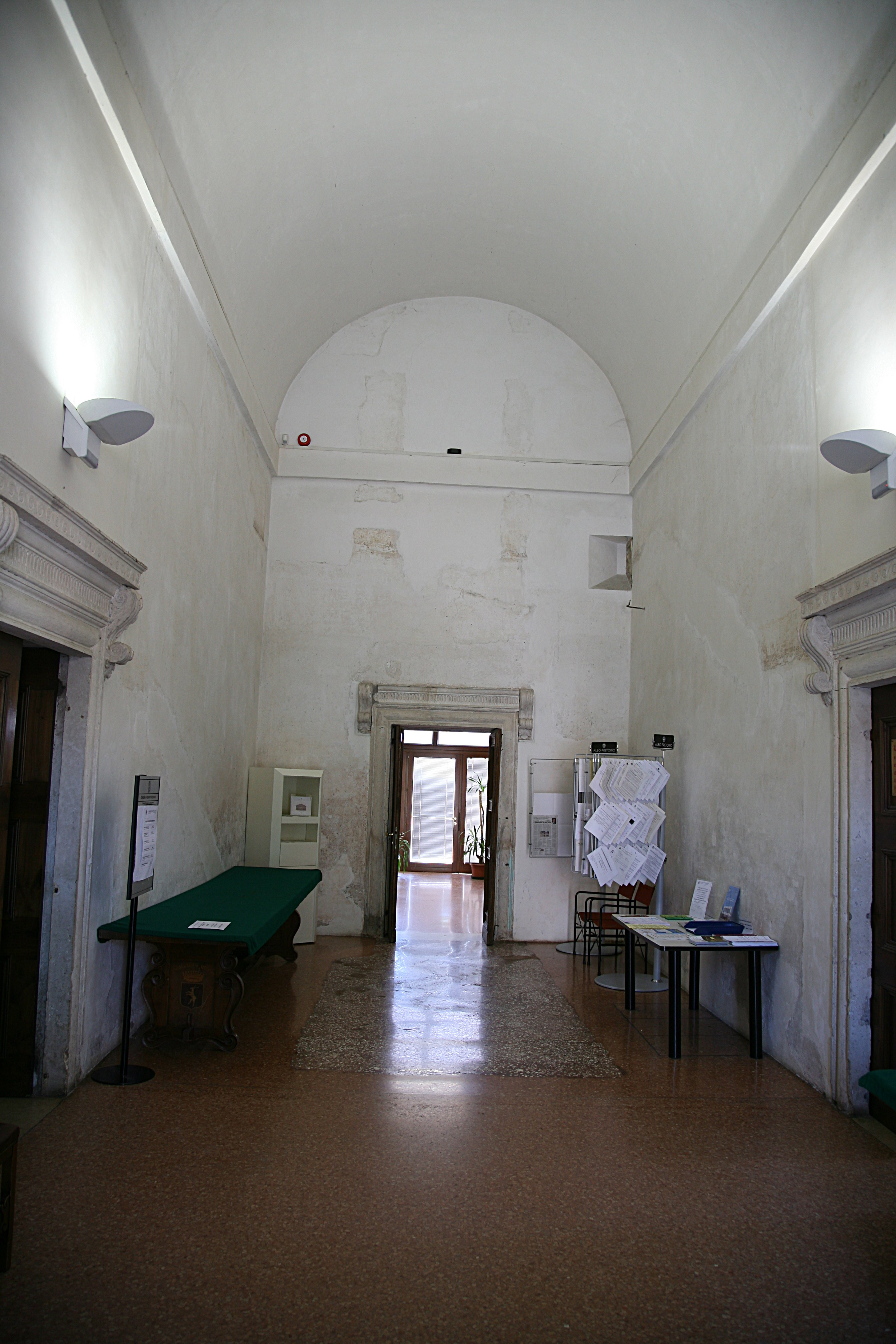
Проход в атриум